# Martin Jones (Eishockeyspieler)
Martin Jones (* 10. Januar 1990 in North Vancouver, British Columbia) ist ein kanadischer Eishockeytorwart, der zuletzt bis Juli 2024 bei den Toronto Maple Leafs aus der National Hockey League (NHL) unter Vertrag stand und parallel für deren Farmteam, die Toronto Marlies, in der American Hockey League zum Einsatz kam. Zuvor war er fünf Jahre in der Organisation der Los Angeles Kings aktiv und gewann mit dem Team in den Playoffs 2014 den Stanley Cup, anschließend gehörte er sechs Jahre der Organisation der San Jose Sharks an und spielte kurzzeitig für die Philadelphia Flyers und Seattle Kraken. Mit der kanadischen Nationalmannschaft gewann Jones bei der Weltmeisterschaft 2015 die Goldmedaille.

## Karriere
Jones spielte zunächst in seiner Geburtsstadt bei Vancouver Northwest Giants in einer unterklassigen Juniorenliga. Über den WHL Bantam Draft erwarben zur Saison 2006/07 die Calgary Hitmen aus der Juniorenliga Western Hockey League seine Spielrechte. Dort war er zunächst für zwei Spielzeiten der Ersatztorhüter. Im Sommer 2008 nahm der Kanadier an einem Trainingscamp der Los Angeles Kings aus der National Hockey League teil und konnte dort mit guten Leistungen auf sich aufmerksam machen, sodass die Kings den zuvor ungedrafteten Torhüter mit einem Dreijahresvertrag ausstatteten. Die folgende Saison 2008/09 verbrachte Jones jedoch zunächst weiterhin bei den Hitmen und wurde dort als Stammtorwart eingesetzt. Mit 45 Siegen aus 55 Spielen innerhalb einer Spielzeit stellte der Linksfänger einen neuen Klubrekord auf und lag damit auch ligaweit auf dem ersten Rang. Weiterhin führte er die Statistik für die meisten Spiele ohne Gegentor (7) an und belegte mit einem Gegentorschnitt von 2,08 Toren pro Spiel den zweiten Platz. In den Play-offs egalisierte Jones mit zwölf aufeinanderfolgenden Siegen mit den Hitmen einen Ligarekord und führte die Mannschaft bis ins Finale, wo man jedoch den Kelowna Rockets unterlag. Auch in der folgenden Spielzeit machte der Kanadier mit herausragenden Leistungen auf sich aufmerksam, so führte er die Torhüterstatistiken der Liga mit einem Gegentorschnitt von 2,21 Toren pro Spiel an und wurde folglich mit der Del Wilson Trophy als bester Torwart der WHL ausgezeichnet. Zudem gewannen die Hitmen erstmals seit 1999 den Ed Chynoweth Cup, die Meisterschaftstrophäe der WHL.

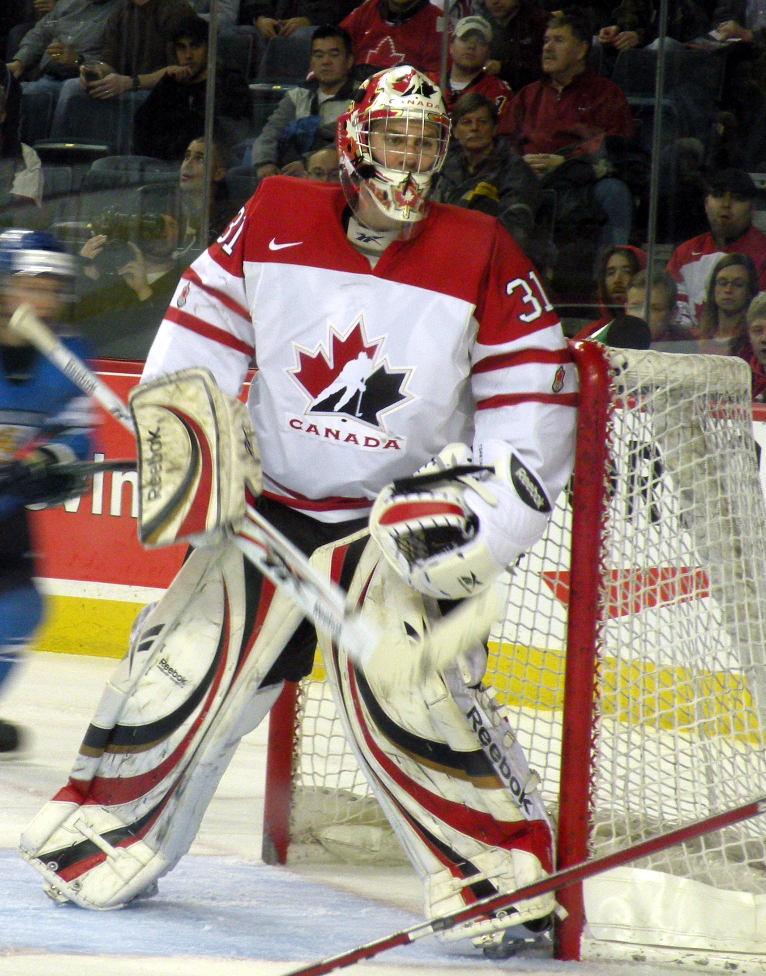
Jones im kanadischen Nationaltrikot (2009)

Zur Saison 2010/11 beriefen ihn die Kings in den Kader ihres Farmteams Manchester Monarchs, für die Jones fortan in der zweitklassigen American Hockey League auf dem Eis stand. Nachdem sein Vertrag im Sommer 2013 um zwei Jahre verlängert worden war, stand der Kanadier im November 2013 aufgrund der Verletzung des Stammtorhüters Jonathan Quick erstmals im NHL-Kader der Kings. Einen Monat später gab er beim 3:2-Sieg gegen die Anaheim Ducks sein Debüt in der höchsten Spielklasse Nordamerikas und hielt dabei im Shootout jeden der neun gegnerischen Penalty. In seinen folgenden zwei Einsätzen für die Kings blieb Jones jeweils ohne Gegentor und war damit der erste Rookie im Trikot der Kings seit Gerry Desjardins in der Saison 1968/69, dem dies gelang. Nachdem die Kings ihren eigentlichen Ersatztorhüter Ben Scrivens im Februar 2014 zu den Edmonton Oilers transferiert hatten, wurde Jones fester Bestandteil des NHL-Kaders und bildete fortan zusammen mit Quick das Torhüterduo.
Im Vorfeld des NHL Entry Draft 2015 wurde Jones samt Colin Miller und dem Erstrunden-Wahlrecht der Kings an die Boston Bruins abgegeben, die im Gegenzug Milan Lucic nach Los Angeles transferierten. Die Bruins wiederum transferierten Jones wenige Tage später zu den San Jose Sharks, die ihrerseits ein Erstrunden-Wahlrecht für den NHL Entry Draft 2016 sowie die NHL-Rechte an Sean Kuraly an die Bruins abgaben. Bei den San Jose Sharks füllte der Kanadier die Lücke, die der Abgang von Antti Niemi hinterlassen hatte. Mit seinen Leistungen führte Jones das Team im Verlauf der Saison 2015/16 bis ins Finale um den Stanley Cup, wo die Sharks den Pittsburgh Penguins unterlagen.
Im Juli 2017 unterzeichnete Jones einen neuen Vertrag in San Jose, der ihm mit Beginn der Saison 2018/19 in den folgenden sechs Jahren ein Gesamtgehalt von 34,5 Millionen US-Dollar einbringen sollte. Der Vertrag wurde im Juli 2021 vorzeitig aufgelöst, woraufhin der Schlussmann als Free Agent zu den Philadelphia Flyers wechselte. In gleicher Weise schloss er sich im Juli 2022 zunächst den Seattle Kraken an, mit denen er im Verlauf der Stanley-Cup-Playoffs 2023 die zweite Runde erreichte. Im August 2023 wechselte er abermals als Free Agent auf Basis eines Einjahresvertrags zu den Toronto Maple Leafs, der anschließend nicht verlängert wurde.

### International
Am Ende des Kalenderjahres 2009 stand Jones im Kader der kanadischen U20-Nationalmannschaft für die U20-Junioren-Weltmeisterschaft und war dort Ersatztorwart hinter Jake Allen. Die kanadische U20-Auswahl gewann am Turnierende die Silbermedaille, wobei Jones in einem Vorrunden- und im Finalspiel um die Goldmedaille zum Einsatz kam.
Im Frühjahr 2015 vertrat Jones erstmals die A-Nationalmannschaft Kanadas bei der Weltmeisterschaft in Tschechien und gewann dort die Goldmedaille.

## Erfolge und Auszeichnungen
| - 2009 WHL East Second All-Star Team - 2010 Ed-Chynoweth-Cup-Gewinn mit den Calgary Hitmen - 2010 WHL Playoff MVP - 2010 Del Wilson Trophy - 2010 WHL East First All-Star Team - 2010 Hap Emms Memorial Trophy - 2010 Memorial Cup All-Star Team | - 2010 CHL Second All-Star Team - 2010 AHL-Rookie des Monats Dezember - 2011 Teilnahme am AHL All-Star Classic - 2013 NHL-Rookie des Monats Dezember (gemeinsam mit Antti Raanta) - 2014 Stanley-Cup-Gewinn mit den Los Angeles Kings - 2017 Teilnahme am NHL All-Star Game |

### International
- 2010 Silbermedaille bei der U20-Weltmeisterschaft
- 2015 Goldmedaille bei der Weltmeisterschaft

## Karrierestatistik
Stand: Ende der Saison 2023/24

### International
Vertrat Kanada bei:
- U20-Junioren-Weltmeisterschaft 2010
- Weltmeisterschaft 2015

(Legende zur Torhüterstatistik: GP oder Sp = Spiele insgesamt; W oder S = Siege; L oder N = Niederlagen; T oder U oder OT = Unentschieden oder Overtime- bzw. Shootout-Niederlage; Min. = Minuten; SOG oder SaT = Schüsse aufs Tor; GA oder GT = Gegentore; SO = Shutouts; GAA oder GTS = Gegentorschnitt; Sv% oder SVS% = Fangquote; EN = Empty Net Goal; 1 Play-downs/Relegation; Kursiv: Statistik nicht vollständig)